# Ciamelida
Ciamelida é um sólido branco como porcelana, amorfo, completamente insolúvel em água, de fórmula química (HNCO)x e é o produto de polimerização do ácido ciânico conjuntamente com seu trímero, o ácido cianúrico.
É utilizado em composições retardantes de chamas e em mistura com ácido cianúrico.